# Knut Johannesen
Knut Johannesen (Oslo, 6 novembre 1933) è un ex pattinatore di velocità su ghiaccio norvegese.
Ha partecipato a tre edizioni dei giochi olimpici invernali (1956, 1960 e 1964) conquistando complessivamente cinque medaglie.

## Palmarès
Olimpiadi
- 5 medaglie:
  - 2 ori (10000 m a Squaw Valley 1960, 5000 m a Innsbruck 1964)
  - 2 argenti (10000 m a Cortina d'Ampezzo 1956, 5000 m a Squaw Valley 1960)
  - 1 bronzo (10000 m a Innsbruck 1964)

Mondiali
- 3 medaglie:
  - 2 ori (Östersund 1957, Helsinki 1964)
  - 1 argento (Karuizawa 1963)

Europei
- 6 medaglie:
  - 2 ori (Göteborg 1959, Oslo 1960)
  - 3 argenti (Helsinki 1956, Oslo 1957, Göteborg 1963)
  - 1 bronzo (Eskilstuna 1958)